# Myrthe Schoot
Myrthe Mathilde Schoot (* 29. August 1988 in Winterswijk) ist eine niederländische Volleyballspielerin.

## Karriere

### Verein

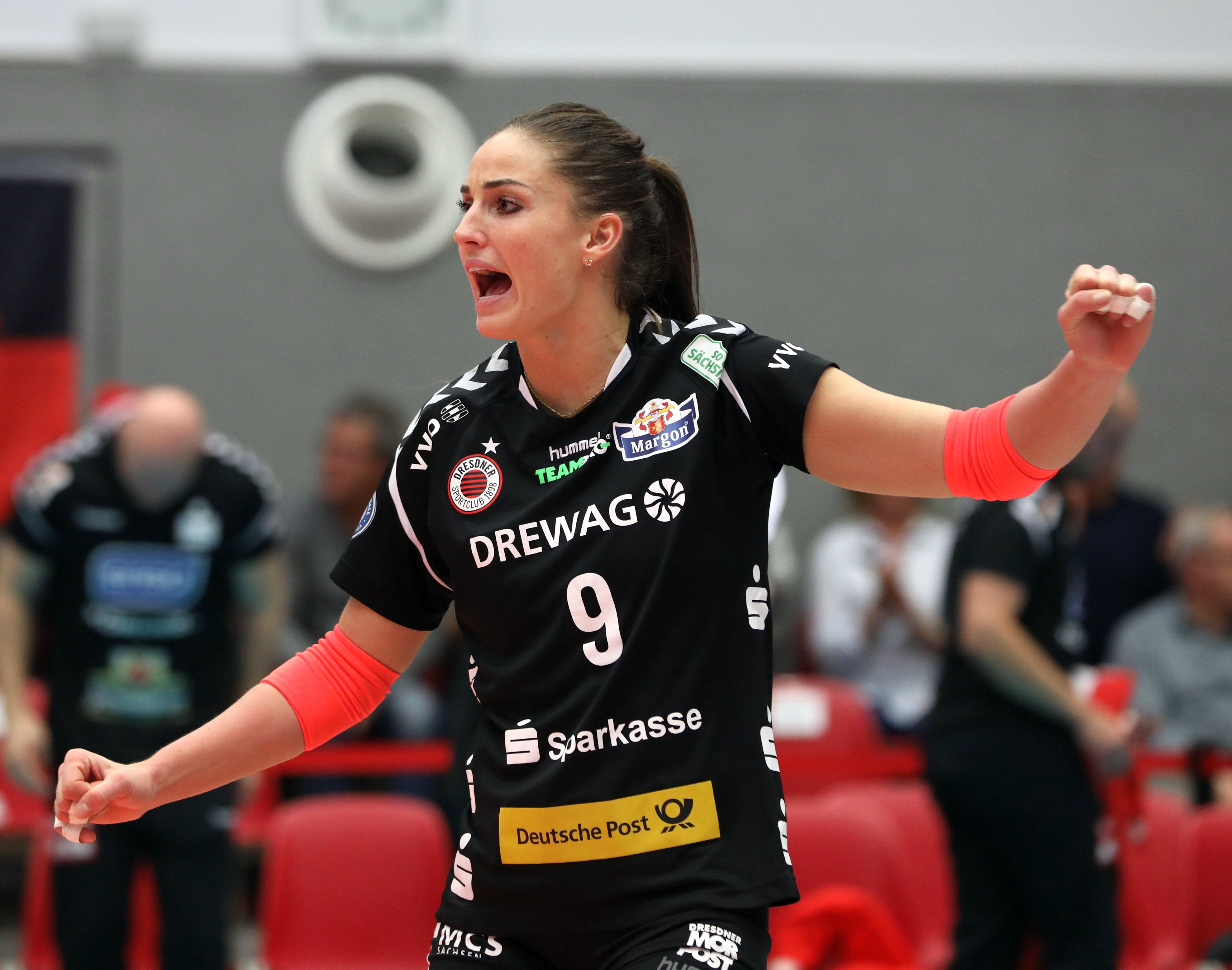
Myrthe Schoot im Trikot des Dresdner SC (2017)

Schoot begann ihre Karriere bei einer Mixed-Mannschaft in ihrer Heimat. Bis 2005 spielte sie bei Udense Saturnus. Im gleichen Jahr nahm sie mit dem niederländischen Nachwuchs an einem Jugendturnier in Lignano Sabbiadoro teil. Die Junioren wurden anschließend beim VC Weert vereint.
Von 2006 bis 2008 war Schoot bei Longa 59 Lichtenvoorde. Dann wechselte sie zu Martinus Amstelveen und gewann das niederländische Double aus Meisterschaft und Pokal. In der folgenden Saison wiederholte sie mit dem neugegründeten TVC Amstelveen das Double. 2011/12 spielte sie beim deutschen Bundesligisten Rote Raben Vilsbiburg. Da sie nicht die zweite Wahl auf der Libero-Position sein wollte, wurde sie dort als Außenangreiferin eingesetzt.
2012 wechselte Schoot zum Ligakonkurrenten Dresdner SC. 2013 erreichte sie mit dem Verein das Finale um die deutsche Meisterschaft. 2014 und 2015 wurde sie deutsche Meisterin. Im Jahr 2016 wurde sie mit dem Dresdner SC deutsche Pokalsiegerin und erneut deutsche Meisterin. 2018 wurde sie erneut Pokalsiegerin mit dem Dresdner Verein. Anfang Mai 2018 gab der Verein bekannt, dass Schoot ihren zum Saisonende auslaufenden Vertrag nicht verlängern wird um sich neuen Herausforderungen widmen zu können. Ende Mai 2018 gaben die Roten Raben Vilsbiburg bekannt, dass Schoot nach sechs Jahren in Dresden zur Saison 2018/19 nach Vilsbiburg zurückkehrt.
Nach zehn Jahren in der deutschen Bundesliga kehrte Schoot zurück in ihre Heimat und spielt seit 2021 in Arnheim beim Talentteam Papendal.

### Nationalmannschaft
Schoot spielt seit 2008 in der niederländischen A-Nationalmannschaft, mit der sie bei der Europameisterschaft 2011 ins Viertelfinale kam. Bei den Olympischen Spielen 2016 in Rio de Janeiro erreichte sie mit der Nationalmannschaft den vierten Platz. 2015 und 2017 wurde sie zweimal Vize-Europameisterin.